# Hôtel de Chaumeils
L'hôtel de Chaumeils est un monument situé dans la ville du Puy-en-Velay dans le département de la Haute-Loire.
Les façades et les toitures sont inscrites au titre des monuments historiques par arrêté du 14 avril 1951.

## Histoire
Cette maison remonterait au 13e siècle. Les arcades en arc brisé subsistant encore devaient ouvrir sur des boutiques dès cette époque. Cependant l'édifice pourrait remonter au 12e siècle, comme en témoigne une colonnette avec son chapiteau au premier étage. Au 16e siècle, construction de la tourelle d'escalier. Du 17e au milieu du 19e siècle, les propriétaires firent agrandir la maison et lui donnèrent l'allure qu'elle a conservé avec boiseries, plafonds à la française... Jusqu'à la fin du 19e siècle, l'écurie conservait deux bas-reliefs de Pierre Vaneau qui ont été vendus à cette époque au Louvre.

## Description
L'architecture de la maison a conservé des traces du 12e, 16e, 17e et 18e siècle. La colonnette du 12e siècle, au premier étage de la façade Rochetaille, semble reposer avec sa base sur une corniche qui domine le rez-de-chaussée porté par des arcades en arc brisé qui devaient suivre toute la façade. Au premier étage, une sorte de fenêtre aveugle cintrée est composée d'une mosaïque de carrés noirs et blancs qui paraît romane. Au-dessus, l'ancien appareil marque une reprise très nette lors de la surélévation du 16e siècle avec la tourelle. Elle présente de petites fenêtres à moulures prismatiques multiples, une porte en anse de panier aujourd'hui murée, sommée d'un écusson martelé. La façade Polignac se compose d'un pan coupé du 18e siècle reliant la tour à la façade du 17e avec sa porte d'entrée à boiseries. A l'intérieur décor 18e : grand salon, plafonds à la française, cheminées, boiseries, décors de stucs.